# 마네토
마네토(Manetho)는 프톨레마이오스 1세 때 활동했던 이집트의 역사가이다. 헬리오폴리스의 대사제였다.
그는 그리스어로 된 이집트의 역사서인 3권으로 구성된 《이집트지》(Aegyptiaca, 아이귑티카)를 저술했다고 알려져 있는데, 이 역사서는 현전하지 않으며, 요세푸스 등의 저작에 인용된 형태로 그 일부분만 전해진다.
그가 남긴 것으로 알려진 이집트 역대 파라오의 목록표는 오류가 굉장히 많음에도 불구하고 현재까지도 이집트학 연구의 중요한 자료로 남아 있다. 특히 그의 왕조 분류법(고왕조, 중왕조, 신왕조 및 30왕조 구분법)은 현재까지도 쓰이고 있다.

## 이름
마네토라는 이름은 이집트어로 된 이름을 그리스어로 표기한 것이 틀림없다고 여겨지지만, 이집트어로 그의 이름을 어떻게 발음했는지는 알 수 없다.
혹자는 이집트 신화의 지식과 과학, 언어, 서기, 시간, 달의 신인 토트(Thoth)와 연관지어서 '토트의 진실', '토트의 선물', '토트의 총애'로 해석하거나, 여신 네이트(Neith)와 연관지어서 '네이트가 아끼는 자' 또는 '네이트의 연인'이라는 뜻이라고 추측하기도 한다. 이밖에 Myinyu-heter ('말을 잘 다루는 자' 또는 '말 조련사')와 Ma'ani-Djehuti('토트 신을 친견한 자'라는 뜻)로 해석하는 의견도 있다.
그리스어에서, 초기 비편(카르타고에 있는 세라피스 신전과 유대 역사가 플라비우스 요세푸스의 기원전 1세기경 대리석 흉상의 기초에 대한 불확실한 연대기 비문)에서는 그의 이름을 '마네톤(Manethōn, Μανέθων)'이라고 표기하고 있는데, 라틴어로 번역된 표현은 마네토(Manetho)이다. 다른 그리스어 번역으로는 Manethōs , Manethō , Manethos , Manēthōs , Manēthōn 및 Manethōth로 불리며, 라틴어로는 Manethon, Manethos, Manethonus 및 Manetos로 표기 및 발음된다.

## 생애
마네토의 태어나고 사망한 시기에 대한 자료는 남아있지 않지만, 플루타르코스(기원전 46-120년)는 그를 프톨레마이오스 1세 소테르(323-283 BC) 치세의 인물이라고 했으며, 8세기 말 9세기 초 동로마 제국의 연대기 작가 고르기오스 신켈로스(George Syncellus)에 따르면 프톨레마이오스 2세 필라델포스(BC 285-246) 치세의 인물이라고 하였다.
플루타르코스나 고르기오스 신켈로스가 지적한 마네토의 활약 시기는 고대 이집트 역사의 중요한 격변기이기도 하였다. 알렉산드로스 대왕이 기원전 323년에 후계자를 지명하지 않은 채 사망한 뒤, 제국의 후계자를 놓고 벌어진 싸움은 결국 알렉산드로스 대왕이 개척했던 제국의 분단이라는 비극으로 결말을 맺었다. 이는 고대 이집트에게 있어서는 새로운 헬레니즘 질서의 시작을 뜻하는 것이기도 했다. 알렉산드로스 대왕의 디아도코이 가운데 하나였던 프톨레마이오스 1세 소테르가 기원전 305년에 이집트에 세운 프톨레마이오스 왕조는 기원전 30년 로마에 의해 정복되기까지 300여 년을 존속했고, 고대 이집트 최후의 왕조이자 최장기 왕조이기도 했다. 특히 이들은 이집트에 헬레니즘 종교를 전했는데, 이는 그리스와 이집트의 종교와 문화 사이의 독특한 혼합주의로 이어졌다. 마네토는 후세를 위해 자신의 조국 이집트의 역사를 보존하고자 했고, 동시에 그리스어를 사용하는 새로운 외국인 통치자들을 위한 목적으로 이집트 역사 저술에 나섰다.
기원전 241 ~ 240년에 작성된 히베 파피루스(Hibeh Papyri)에 마네토라는 이름이 저명한 《이집트지》(Aegyptiaca)의 저술가로 언급되고 있는 것을 보아, 마네토는 프톨레마이오스 3세 에우에르게테스(BC 246-222) 치세에도 생존해 있었고 그 시기에는 이미 지긋한 나이에 접어들어 있었을 것으로 볼 수 있다. '세베니투스 사람 마네토'라는 이집트 역사가의 역사성은 그의 저서를 인용했던 플라비우스 요세푸스와 이후의 저자들에 의해 당연한 것으로 받아들여졌지만, 마네토가 실제로 존재했는지에 관한 문제는 여전히 문제가 있다. 히베 파피루스에 언급되는 마네토는 어떤 직함도 붙어 있지 않으며, 이 문서는 마네토가 최고 제사장으로 일했던 하이집트가 아니라 상이집트의 일을 다루고 있다. 마네토라는 이름이 희귀하기는 하지만, 히베 파피루스에 언급된 마네토가 프톨레마이오스 2세 필라델포스를 위해 《이집트지》를 저술했다는 '세베니투스의 저술가'와 동일인물이라고 추정할 만한 근거는 없다.
마네토는 이집트 원주민으로 묘사되고 있으며, 이집트어를 모국어로 사용하였고, 저술에서 다룬 주제들은 이집트 관련 문제들이었지만, 그리스어를 사용하는 청중들을 위해(그리고 이집트에 들어와 이집트를 다스리게 된 그리스어를 사용하는 외방 출신의 통치자들을 위해) 이집트어가 아닌 그리스어로만 저술했다고 한다. 그가 저술했다고 전하는 저서로는 《헤로도토스에 대한 반박문》, 《신성한 책》, 《고적과 종교에 관한 이야기》, 《축제에 관한 이야기》, 《키피 준비》와 《물리학 다이제스트》 등이 있다. 《소티스의 논문집》도 마네토의 저서로 전하고 있는데, 세베니투스의 마네토가 살았다고 전해지는 프톨레마이오스 3세 에우에르게테스의 치세 당시의 자료에는 이들 작품 중 어느 것도 언급되지 않고(심지어 기원후 1세기 이전의 어떤 자료에서도 언급되지 않는다) 이들이 실제로 존재했던 저서인지가 증명되지 않는다는 점에 유의해야 한다. 이것은 《이집트지》가 편찬된 것으로 추정되는 시기와 최초의 증언 사이의 3세기간의 공백이 되고 있으며, 이 격차는 서기 4세기에 에우세비우스가 마네토의 저서로써 최초로 언급한 《신성한 책》과 같은 마네토의 작품들에 비해 훨씬 더 크다.
세베니투스 사람 마네토가 실제 역사에 존재했던 인물이었다면, 대체로 헬리오폴리스의 태양신 라의 사제였을 것이다(고르기오스 신켈로스는 그를 최고 사제라고 언급하였다). 플루타르코스는 마네토를 세라피스(오시리스와 아피스의 파생) 신앙의 권위자로 묘사하였다. 세라피스 신앙은 그 자체가 이집트 토속신이 그리스 - 마케도니아화된 교단이었는데, 알렉산드로스 대왕이 이집트에 알렉산드리아를 세운 이후 시작되었을 것으로 보이며, 그 신상이 기원전 286년 프톨레마이오스 1세 소테르(또는 기원전 278년 프톨레마이오스 2세 필라델포스)에 의해 수입되었다는 타키투스와 플루타르코스의 기록이 있다. 고대에도 아테네의 티모테우스(엘레우시스의 데메테르 신앙의 권위자)가 마네토와 함께 이 프로젝트를 지휘했다는 기록도 있으나 이 정보의 출처가 명확하지 않고, 마네토의 것으로 알려진 문학 작품 중 하나에서 언급된 것이라고 할 경우 기원전 3세기 초의 사제 겸 역사학자 마네토에 대해 증언해 줄 사료적인 가치가 없고, 역사학적으로도 뒷받침되지 않는다.

## 이집트지(아이귑티카)
마네토는 프톨레마이오스 2세 필라델포스의 요청에 따라 《이집트지》(Aeigratica, Αἰγυπτιακῶν)를 저술한 것으로 여겨진다. 이 저서는 고대 이집트 파라오의 통치 연대에 대한 증거로서 이집트 학자들의 큰 관심을 불러 일으키고 있다. 그것은 마네토 자신의 저술 가운데 가장 위대한 것이었고, 동시에 가장 중요한 것이기도 하였다. 그는 이집트의 역사를 연대순으로 정리하여 세 권의 책으로 나누었는데(아래 참조) 이집트의 통치자를 '왕조'(다이나스테시아δυναστεία)로 구분한 것은 혁신이었으며, 추상적으로는 정부 권력을 의미하는 이 단어는 영어 단어인 다이너스티(dynasty)의 유래가 되었고, 같은 뿌리를 가지는 왕들의 그룹을 지칭하는데 사용되었다. 따라서 저자는 현대적 의미에서의 '혈통'이라는 용어를 사용하지 않고 오히려 지리적(멤피스의 제4왕조 혹은 엘르판틴의 제5왕조) 또는 계보적(특히 1세 왕조)을 통해 어떤 불연속성을 발견할 때마다 새로운 '왕조'(다이나스테시아) 개념을 도입해 역사를 기술했다. 여기서 그가 말하고자 하는 것은 '연속성'이다. 족보의 상부 구조 안에서 그는 그 틈새를 파라오들의 실질적인 서술로 메운다. 일부에서는 마네토 이전에는 존재하지 않았던 이집트의 '정사(正史)'를 남기기 위해서, 그리고 헤로도토스의 《역사》에 대한 경쟁심에서 마네토의 《이집트지》가 쓰여졌다고 지적하기도 하며, 이러한 관점에서 볼 때 그의 저서 가운데 하나로 전하는 《헤로도토스에 대한 반박문》은 《이집트지》의 축약된 버전이었거나 혹은 독립적인 파트로 분류한 부록이었을 가능성이 있다. 이들 기록은 모두 완전한 형태로는 전해지지 않는다.

### 저자와 저술 시점에 대하여
가장 일찍 알려진 《이집트지》에 대한 언급은 유대인 역사가인 플라비우스 요세푸스의 저작 《아피온 반박문》(Contra Apionem)으로, 기원후 94년 이후의 저작이다. 요세푸스 이전, 적어도 300년 동안 저술가들은 《이집트지》에 대해 언급하지 않았고, 이 점은 《이집트지》의 실제 저자가 누구이고 그 저술 시점이 언제인가에 대한 심각한 의혹을 불러 일으킨다. 파라오 프톨레마이오스 2세 필라델포스의 요청으로 그리스어로 편찬되었다는 이 이집트의 공식적이고 권위 있는 '정사'가 유대인 플라비우스 요세푸스가 언급할 때까지 수세기 동안 요세푸스 외의 사학자들 또는 알렉산드리아 대도서관 사서들의 한 마디 언급은 고사하고 눈길조차 받지 못했을 리가 없다는 것이다. 때문에 《이집트지》는 플라비우스 요세푸스가 처음 언급한 시점에서 멀지 않은 후대인 로마 시대에 이르러 저술되었을 가능성이 있으며, 그럴 경우 《이집트지》의 진짜 저자는 일부 학자들이 추측하는 바와 같이 이집트에서 태어나고 자라나 사제 교육을 받았던 그리스인 역사학자 멘데스의 프톨레마이오스이며, 그가 저작의 신뢰도를 높이려 마네토의 이름을 가져왔을 가능성도 있다. 알렉산드리아의 클레멘스(C. 150–c. 215 AD)에 따르면 멘데스의 프톨레마이오스는 로마 황제 아우구스투스 치세에 이집트의 역사를 세 권의 책으로 저술하였다고 한다. 클레멘스는 그의 글에서 수많은 저자들을 인용하였고 그 자신도 알렉산드리아 대도서관에 자주 드나들었지만, 마네토나 그가 저술했다는 세 권의 이집트지에 대한 언급은 하지 않았다. AD 2세기의 또 다른 그리스도교인 저술가인 타시아노(C. 120 – C. 180 AD)도, 저서 《그리스 지도자들에게 고함》(Oratio ad Graecos)에서 멘데스의 프톨레마이오스만을 '그들의 (이집트) 문제에 대한 해설가'로 언급하고 있다. 그는 역사적 연대기 등 자신의 관심사를 다룬 작가라면 사실상 모두 언급했지만, 마네토에 대한 직접적인 언급은 전혀 하지 않았다. 타시아노는 다음과 같이 쓰고 있다.
이집트인들 중에는 정확한 연대기도 있다. 프톨레마이오스는 왕이 아니라 멘데스의 사제로서 그들의 일을 해설하였다. 왕들의 행적을 서술한 이 작가는, 모세의 지도 아래 아모스 왕 시대에 이집트에서 그들이 갔던 곳으로의 유대인들의 이탈이 일어났다고 말한다. 그래서 그는 이렇게 말한다. "아모시스(Amosis)는 이나코스 왕 시대에 살았다." 그의 뒤를 이어 가장 존경받는 문법학자 아피온은 그의 《이집트지》(Aegyptiaca, 모두 5권이다)의 네 번째 권에서 멘데스의 프톨레마이오스가 그의 연대기에서 기록한 바와 같이 아모시스가 이나코스의 치세에 아야리스를 멸망시켰다고 말하고 있다.

타시아노가 언급한 '아모시스(Άμωσις)'라는 이름은 '아모세(Ahmose)'라는 이집트 왕족의 이름을 그리스어로 표현한 것으로, 에우세비우스가 작품의 전형으로 삼기 위해 살폈던 《이집트지》 판본에서 18대 왕조의 첫 번째 왕으로 언급되었다. 테르툴리아누스(c. 155 – c. 240 AD)에 따르면 멘데스의 프톨레마이오스는 마네호보다 늦게, 그리고 '마네토를 본받아'라고 썼다. 이 진술은 대개 멘데스의 프톨레마이오스가 자신의 글에서 마네호에 대해 조사하였고 그에 대한 의견을 개진했다는 의미로 받아들여져 왔다. 그것은 또한 현재 알려진 마네호에 대한 모든 자료가 실상 멘데스의 프톨레마이오스에게서 비롯되었음을 암시한다. 타시아노, 아피온, 클레멘스가 마네토가 저술한 세 권의 책에 대해 몰랐을 가능성은 매우 낮지만, 타시아노나 아피온 모두 그들이 이집트에 대한 5권의 역사서를 저술할 때 멘데스의 프톨레마이오스를 읽고 전범으로 따랐다고 한다. 따라서 타시아노나 아피온, 클레멘스는 모두 멘데스의 프톨레마이오스가 이집트지라는 전3권의 역사서의 실제 저자라는 것과, (실제 여부와는 상관없이 ) 멘데스의 프톨레마이오스가 마네토라는 인물의 주장을 계승해 전달하고 있다고 이해하고 있었다고 유추할 수 있다. 즉 적어도 타시아노 등이 살았던 당시에는 《이집트지》는 익명의 저자 또는 그 작품이 아니라 멘데스의 프톨레마이오스가 3세기 전에 살았던 이집트 대제사장의 말을 분명히 재현하고 있다고 주장하는 작품으로 받아들여졌다는 것이다.
이러한 주장은 10세기경 동로마 제국에서 제작된 백과사전 《수다》(Suda)에서 더욱 뒷받침된다. 《수다》에 의하면, '마네토'라는 이름을 가진 저술가로 멘데스 출신과 세베니투스(혹은 디오스포폴리스 즉 테베) 출신의 두 명이 있었다고 되어 있다. 그러나 《수다》는 《이집트지》의 저자를 둘 중 한 사람의 저작으로 돌리지 않고, "멘데스의 마네토는 《키피의 준비》를 저술하였고, 세베니토스 혹은 디오스포폴리스의 마네토는 《자연에 대한 탐구; 그리고 다른 점성술 작품들》을 썼다"고만 언급하였으며, 《수다》는 프톨레마이오스 2세 시대에 그리스어로 작품을 썼던 작가들(예를 들어 희극 시인 아리스토니모스 등)에 대해 언급하면서도 마네토는 언급하지 않았다. 따라서 《수다》의 저자가 멘데스의 프톨레마이오스를 세베니투스의 마네토와 혼동하였고, 《이집트지》가 기원전 3세기에 프톨레마이오스 2세 필라델포스로 거슬러 올라간다는 고르기오스 신켈로스의 주장에도 동의하지 않았다는 주장에 신빙성이 생기게 된다. 《이집트지》는 일단 로마 시대에 처음 등장하였으며, 그리스어로 된 다른 문학 작품들 중 프톨레마이오스 시대의 마네토의 것으로 밝히는 작품들도 없다.

### 내용 및 구조
《이집트지》(아이귑티카) 권1은 마네토에 대한 짧은 전기와 그의 저술 동기를 언급하는 서론으로 시작한다. 서문에서 저자는 이집트의 토르 신과 동일한 신으로 확인된 '초대' 헤르메스가 문자를 발명했다고 진술했다. 이 '초대' 헤르메스의 글은 그 후 '2대' 헤르메스인 아들 헤르메스 트리스메기스토스(Hermes Trismegistus)에 의해 상형문자(히에로그리프)라고 불리는 새로운 저본으로 번역되었다. 이 '2대' 헤르메스가 쓴 책들은 후에 그의 아들 아가토다에몬(Agathodaemon) 신에 의해 수집되고 순서에 맞춰 배열되었다. 저자에 따르면 아가토다에몬은 프톨레마이오스 필라델포스(Ptolemy Philadelphus)가 즉위한 후 아버지 헤르메스 트리메지스토스(Hermes Trismegistus)가 쓴 《신성한 책》을 편집하는 작업만을 마쳤다고 한다. 마네토가 이러한 출처에 접근할 수 있게 된 것은 이때부터였다고 하며, 이후 마네토는 그러한 자료들을 당시 그리스어로 통치하던 파라오 프톨레마이오스를 위해 헌정될 자신의 상세한 이집트 역사를 쓰는 데 이용했다. 신켈로스는 다음과 같이 적고 있다.
프톨레마이오스 필라델포스 시대에 그는 이집트의 이교 사원 가운데 가장 고귀한 사제로 불렸고, 세리아디안 땅에 있는 비문을 조사해서 기록하였다. 그는 그것이 토트라는 '초대 헤르메스' 토트에 의해 신성한 언어와 성스러운 문자로 기록되었고, '제2의 헤르메스'에 의해 상형문자로 번역된 것이라고 했다. 이 저작이 아가토다에몬(Agathodaemon), 제2대 헤르메스의 아들이며 토트의 아버지에 의해 이집트의 태양 신전에서 책으로 정리되었을 때, 마네토는 이를 《소티스의 서》에 기록된 프톨레마이오스 2세 필라델포스 왕에게 바쳤다.

《소티스의 서》는 신첼로스가 《이집트지》를 다르게 부른 제목임이 틀림없는데, 실제 《소티스의 서》는 신, 데미갓(반신반인), 그리고 망자의 영혼에 대한 신화적 지배에 대한 것은 논하지 않았기 때문이다. 또한 그것은 이집트의 역대 파라오들을 《소티스의 책》에서 말한 것처럼 30개의 왕조로 묶지 않는다. 신켈로스는 '대체 제목'이라고 할 수 있는 《소티스의 서》라는 이름으로 마네토의 《이집트지》를 지칭하기를 선호했지만 그 이유는 분명하지 않다. 실제 《소티스의 서》에 실린 자료를 면밀히 연구한 결과, 《소티스의 서》의 저자는 저술에 있어서 《이집트지》를 의존하면서도 의도적으로 《이집트지》의 저술 방향에서는 이탈했으며, 알려지지 않은 자료의 연대를 왜곡하거나 아예 조작했을 가능성이 있는 것으로 밝혀졌다. 메네스 이후의 《소티스의 서》에 나오는 모든 파라오들은 아프리카누스나 에우세비우스의 버전과 비교했을 때 서로 교차 검증이 되지 않는다.
신켈로스에 의해 이러한 혼란들이 야기되기는 했지만, 《이집트지》 서문에서 이루어지고 있는 추론들은 그럼에도 불구하고 명확하다. 프톨레마이오스 2세 필라델포스의 즉위는 그 저자에 의해 이집트 역사의 중요한 터닝 포인트로 여겨졌는데, 이 왕의 통치 기간 동안에 신격 아가토다에몬이 《성스러운 책》의 편집을 완료했기 때문이었다. 그리고 그것은 마네토가 그리스어로 이집트 역사를 저술하기 위한 전제 조건이기도 했다. 문화 전송의 연결 고리는 사제 마네토까지 3대에 걸친 신(토르, 헤르메스 트리메기스투스, 아가토다에몬)들에 이르고 있으며, 그리스 문자는 오늘날의 상형문자(히에로클리프)와 대등하였다. 그리스어는 이 시점에서 프톨레마이오스 2세 필라델푸스를 위해 세 권의 책으로 저술될 전체 이집트 역사의 언어와 대본이 되었고, 그것은 흡사 이집트 문명의 목표가 그리스 문명의 소유물로써 헬레니즘 문명에 잠식될 운명에 있었음을 보여주는 예증처럼 비치기도 하였다. 저자는 마네토가 초자연적 저자에 의해 기록된 《성스러운 책》의 내용을 그리스어로 번역함으로써 가장 의미 있는 방법으로 그 전이를 쉽게 도움을 준 것으로 묘사하고 있다(그리고 그러한 저술 작업은 헬레니즘 제국 이전에 이집트를 지배했던 어떠한 외래 지배자들의 언어로도 이루어진 적 없었던 미증유의 작업이기도 하였다). 그리스어는 이제 이집트의 새로운 언어가 되었고, 그 문자는 신격 헤르메스 트리메기스토스의 상형문자를 번역할 문자로써 신성시되었다.
이후 저자는 마네토가 프톨레마이오스 2세 필라델포스에게 올린 서간을 옮겨 썼다.
대왕 프톨레마이오스 필라델포스 아우구스투스(Ptolemy Philadelphus Augustus)께. 세베니토스에서 태어나 헬리오폴리스에 거주하는 이집트 신전의 최고 사제인 마네토가 나의 군주이신 프톨레마이오스 왕께 문안드리옵니다. 전능하신 군주께서 조사를 명하신 바 모든 일을 성찰하는 것이 저의 임무입니다. 그러므로 당신이 우주의 미래에 관한 연구를 하고 있을 때에, 당신의 명을 받들어 나는 당신의 앞에 성스러운 책을 바치리니, 이는 내가 연구한 것이자 당신의 조상, 헤르메스 트리메지스토스가 저술한 것입니다. 통촉하옵소서. 나의 군주시여.

다만 이 서간은 명백하게 위조된 것인데, 실제 프톨레마이오스 왕에게는 사용되지 않았던 '아우구스투스'(Augustus)라는 경칭으로 프톨레마이오스 필라델포스를 부르고 있기 때문이다. 이러한 서술상의 오류는 멘데스의 프톨레마이오스가 활동하던 시기인 로마 황제 아우구스투스(28BC-AD 14)의 치세에 최종적으로 성립되었다는 본서의 성립 시기의 하한선, 내지 본서가 구성된 시점의 가장 이른 시기를 짚어볼 수 있게 한다. 이 서간 이후 작가는 신과 데미갓(반신반인)의 지배와 망자의 영혼을 이집트의 왕으로 열거하면서 이집트 역사에서 가장 이른 시기에 대해 논의하기 시작했다. 여기에는 최초에 일곱 신(神)이 있었고, 그 다음 4대의 데미갓 지배기가 있었고, 그 다음에 망자의 영혼(분명히 다른 종류의 데미갓이나 또 다른 종류의 데미갓)이 있었다고 하나, 그 수와 그 이름은 현존하는 단편 속에 보존되어 있지 않다.
일곱 신들의 이름은 다음과 같다.

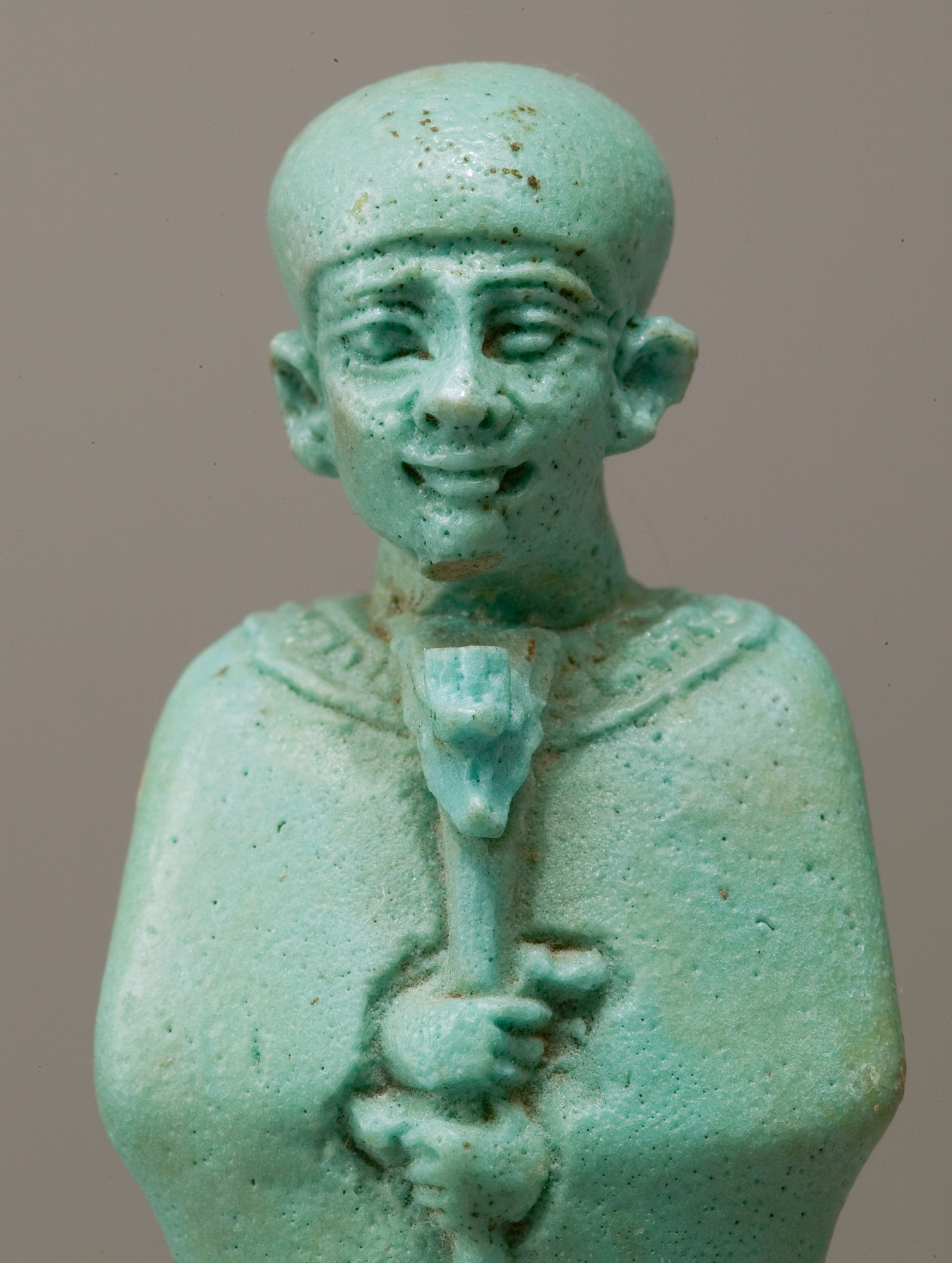
프타 신의 조각상(미국 뉴욕 메트로폴리탄 박물관 소장). 마네토는 이집트의 프타 신을 그리스의 헤파이스토스 신과 동일한 신으로 비정하였다.

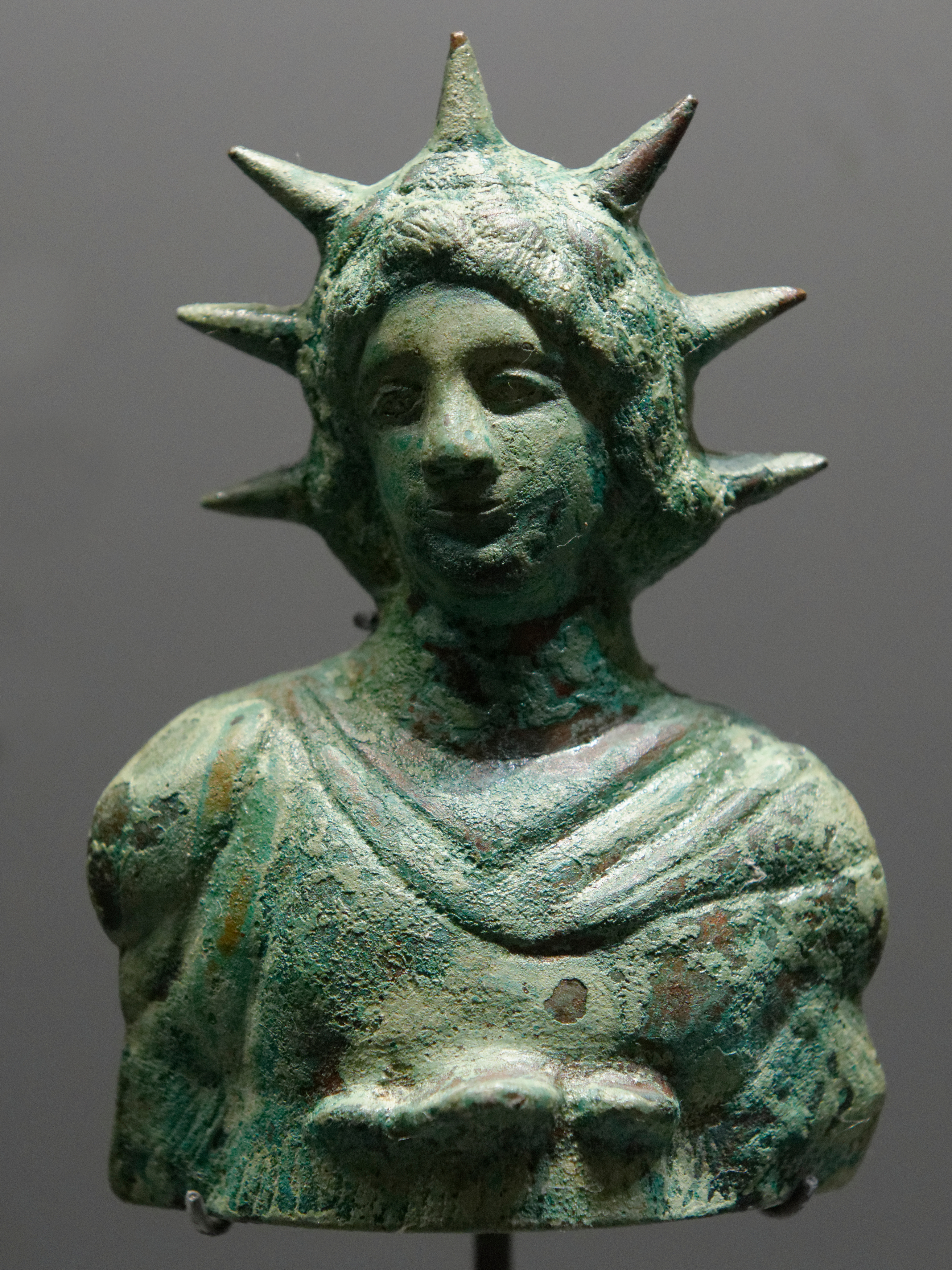
태양신 헬리오스를 묘사한 청동 조각상(파리 루브르 박물관 소장). 마네토는 그의 저술에서 그리스의 태양신 헬리오스를 이집트의 태양신 라와 동일신격으로 서술하였다.

- 헤파이스투스(Hephaestus, 프타Ptah)
- 헬리오스(Helios, 헤파이스투스의 아들)
- 소시스(Sosis, 슈Shu)
- 크로노스(Cronus)
- 오시리스(Osiris)
- 튀폰(Typhon)
- 오루스(Orus, 오시리스와 이시스의 아들)

이들 신들이 총 13,900년을 다스렸다.
데미갓 즉 신과 인간 모두의 피를 타고 난 반신반인들의 연대는
- 1255년을 다스린 데미갓들
- 1817년을 다스린 데미갓들
- 1790년을 다스린 멤피스의 30명의 데미갓들
- 350년을 다스린 타이스(This, 타이나이스Thinis)의 데미갓들

이들이 총 5,212년을 다스렸다.
망자의 영혼들에 대한 연대는
- 5,813년을 다스린 망자의 영혼들

총 5,813년을 다스렸다.
일곱 신과 4대의 데미갓, 그리고 망자의 영혼들이 대를 이어가며 다스린 시간은 도합 24,925년에 달하였다.
저자는 신, 데미갓 또는 망자의 영혼의 이름을 일일이 번역하지 않고, 저자는 전대의 관습에 따라 각각의 이름들을 그리스식으로 해당 신화 속 신들과 동치시킨다. 예를 들어 (이집트) 프타 = (그리스) 헤파이스토스; 라 = 헬리오스; 라의 아들 슈 = 소시스 ; 게브 = 크로노스; 아사르 = 오시리스 ; 이시스 = 데메테르 ; 세트 = 튀폰 ; 하르와우 = 호루스 ; 토트 = 초대 헤르메스 등으로 옮기는 것이다. 이러한 신들이나 또 다른 신들에 대한 이야기들 역시 여기서부터 발견되었을 가능성이 크다. 이것은 겉보기에 이질적인 종교들 사이에 어떻게 싱크로레티즘(문화 융합)이 발전해 나갔는지에 대해 보여주는 중요한 단서들 중 하나이다. 망자의 영혼을 따랐다는 왕조에 대해서는 이집트가 다섯 원주민 또는 다섯 이집트 토착 부족에 의해 지배되었고, 나아가 알렉산드로스 대왕의 그리스 정복 이전까지 총 30개(이후 판본에서는 31개)의 '필멸자 왕조'에 의해 지배되었다고 저자는 말하고 있다.
《이집트지》권1은 그렇게 이집트 제1왕조에서 제11왕조에 이르는 최초의 이집트 왕조들에 대해 논의했다. 이들 왕조들은 이집트 학자들이 '고왕국', '제1중간기' 내지 '초기 중왕국'이라 정의하는 시대이다.

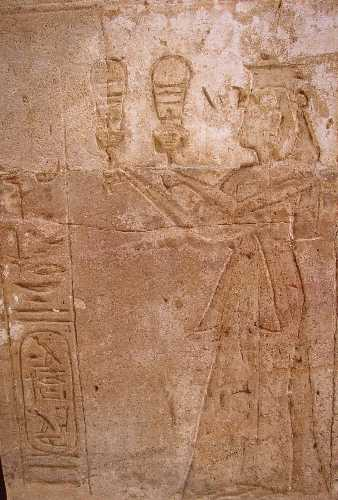
여왕 투오스레트(c. 1191–1189 BC)의 부조. 마네토는 그의 성별을 남성으로 오인하고 호메로스 서사시에 나오는 테베의 폴리부스와 동일인물로 비정하였다.

마네토의 《이집트지》권2는 초간본에서는 이집트 제12왕조에서 제18왕조를 다루었는데, 제19왕조를 제18왕조에 함께 묶어서 다루었다. 제2권은 중왕국의 종말과 제2중간기, 힉소스의 침략과 그 뒤 그들을 몰아내고 이집트 제18왕조를 열었던 아흐모세 1세의 신왕국 수립에 대해 논의하였다. 《이집트지》 초판본에서 이 왕조에 대한 서술은 파라오 토우리스(이집트어로는 투오스레트Twosret, 투오스레Twosre, 또는 타우스레트Tausret)까지 다루었을 것으로 보이는데, 저자는 트로이의 멸망 시점을 이집트에서 파라오 토우리스의 치세였던 것으로 비정하고 있다. 《이집트지》 초간본의 저자는 실제로는 여성 파라오였던 이 토우리스라는 인물을 남자로 잘못 착각하고 호메로스가 《오뒤세이아》(Odyssey IV, 126)에서 언급한 테베의 폴리부스(Polybus of Tesebes)와 동일인물로 간주하였다.
《이집트지》권2에 특히 주목한 인물이 플라비우스 요세푸스였는데, 그는 자신의 《아피온 반박문》에서 구약에 언급된 히브리인들의 이집트 탈출에 대해 설명하면서 《이집트지》에 언급된 힉소스나 '양치기 왕'의 정체가 히브리인들이라고 주장했던 것이다(아피온 1.82-92) 나아가 요세푸스는 역사 기록이 상충되는 부분에서 마네토에 의해 관련 용어가 다르게 정의되어 있다는 점에 주목하고 '힉소스'(Hykos)라는 단어에 대한 요세푸스 자신의 간략한 어원학적인 논의까지 시도하였다. 그가 해석한 마네토의 '포로로 잡힌 양치기들'(Apion 1.91)이라는 해석은 분명하게 《이집트지》 초간본에서 나온 것이었으며, 제2사본과 제3사본에서의 '양치는 왕'이라는 해석과는 다른 것이었다. 이는 힉소스가 제1판에서는 아라비아 반도로부터 온 침략자로 의심받았지만, 제2사본과 제3사본에서는 페니키아인(즉 가나안인)으로 비정되었음을 보여준다. 마네토에 따르면 이들은 이집트로부터 쫓겨난 뒤에 도시 예루살렘(그 이전에는 살렘이라는 이름으로 알려져 있던)을 세운 자들이었고, 이는 '힉소스'를 구약에 등장하는 여부스 인(가나안 인)과 동일시했던 한 갈래의 오래된 전승을 보여준다.
또한 《이집트지》권2는 (적어도 초기 사본에서는) 히브리 인들의 나병 이야기, 즉 이집트 내에 살던 히브리 인 사이에 나병(한센병)이 돌자 당시의 파라오가 전염을 막고자 히브리인들을 모조리 이집트 바깥으로 추방시켜 버렸다는 이야기를 포함하고 있었는데, 요세푸스는 이를 인용하고 상당히 공간을 할애하여 이를 비판했다. 플라비우스 요세푸스가 《아피온 반박문》을 쓰게 된 동인이 되었던 이집트의 문법학자 아피온(BC 30-20 - c 45-48 AD)은 이 나병 이야기의 변형된 버전을 알고 있었는데, 그는 해당 이야기의 연대를 이집트 신왕국 시절이 아닌 제7회 올림피아드(즉 기원전 752년)의 첫 해로 잡고 있었다. 아피온이 마네토와 모순된다고 보기는 어렵기에, 《이집트지》의 저자가 관련 이야기를 수정하여 그의 저작의 후대 사본 권제3에 기재된 왕들 가운데 한 명의 재위 기간 중에 있었던 일로 몰아서 썼다고 보는 것이 타당하다. 즉 아피온은 《이집트지》의 제3사본에 근거해 나병 이야기를 기원전 8세기의 일로 비정하고 있었을 것이다.

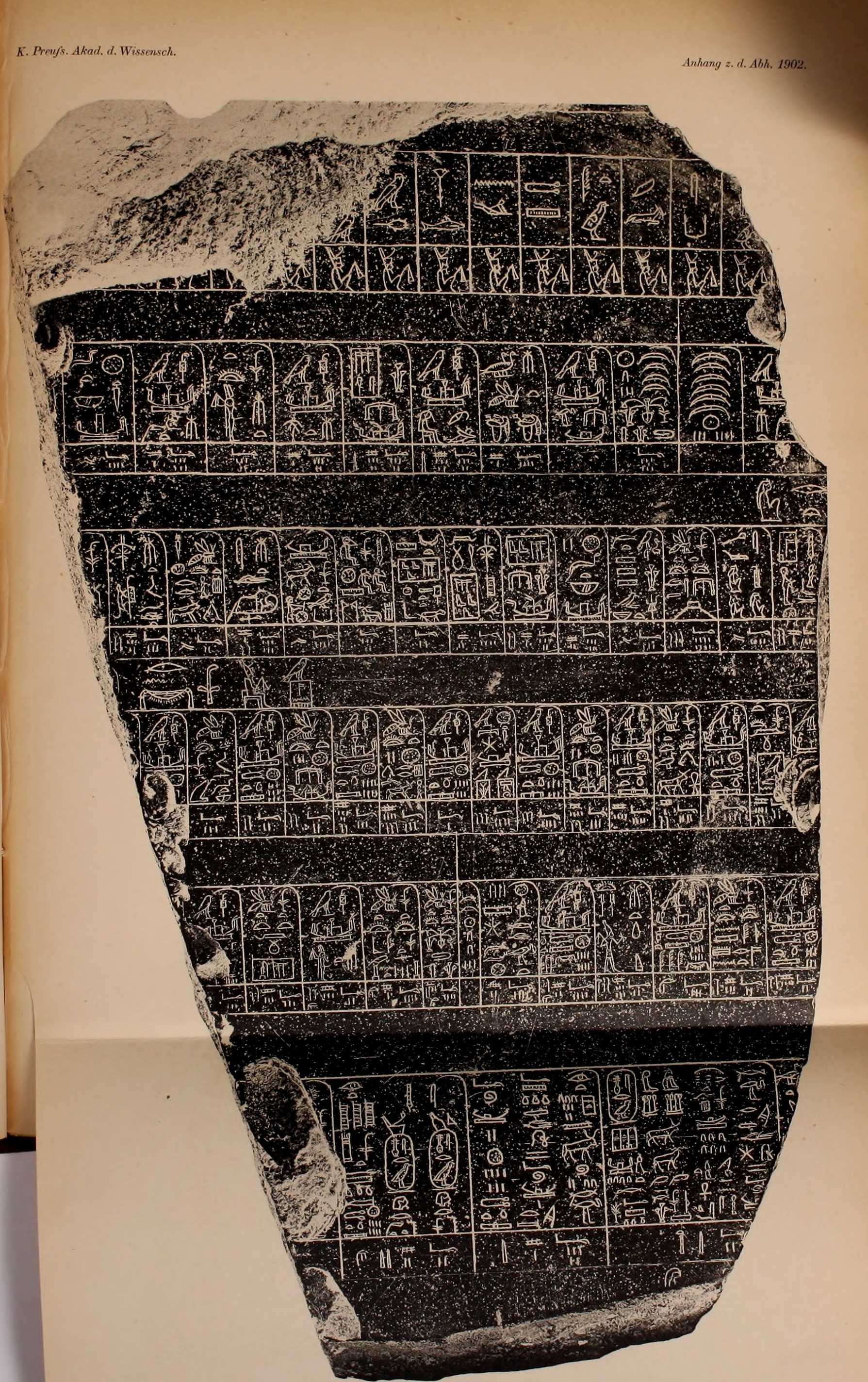
팔레르모 석(기원전 25세기)

마네토의 《이집트지》권3은 제19왕조(제2판과 제3판의 제20왕조)에서 더 서술을 이어가서 제30왕조(제2판과 제3판의 제31왕조)로 끝을 맺는다. 이집트 문명의 중흥기로 그 시기 중심지의 이름을 따서 사이스 르네상스(Saite Renaissance)라고도 불리는 시에 대한 서술을 제25왕조(즉 제26왕조)에서부터 시작하는 한편으로 제26왕조(즉 제27왕조)는 캄비세스의 안샨 조 페르시아 지배와 그 후 키루스 대왕의 아들인 바르지야의 치세를 포함시킨다. 바르지야는 그를 끌어내린 그의 후계자에 의해 마기안의 사기꾼이라고 비난당했는데(마기안은 메데스의 부족이었다), 저자는 이러한 비난을 그대로 수용해서 그를 지칭해 단순히 마기라고만 썼으며, 아프리카누스가 저본으로 삼았던 《이집트지》 제3사본에는 아예 생략되어 있고 아케메네스 조 페르시아의 다리우스 히스타페스와 그의 후손들이 뒤이어 서술되었다. 마네토의 순서 정리에도 불구하고 세 개의 지방 왕조가 더 언급된 것은 그 시기가 분명하게 아케메네스 조 페르시아의 이집트 통치 시기와 겹쳤기 때문이었다. 제30왕조는 세 명의 페르시아 통치자로 구성되었고, 일부 기록에서는 이 왕조가 후대 편집자에 의해 마네토의 《이집트지》에 추가되었음을 시사한다. 코렌의 모세(Moses of Chorene)와 성 히에로니무스는 각각 파라오 넥타네보 2세(각각 '이집트 최후의 왕'과 '이집트 군주국 파괴')에서 끝을 맺었는데, 페르시아의 제30왕조 = 제31왕조는 초기부터 그리스 패권의 전야까지 이집트 역사를 서술한다는 저자의 책략에도 들어맞으며, 또한 독창적인 면이 있기도 했다.
초간본 《이집트지》에 사용되었던 왕조의 번호 체계는 이후 개정판 사본에서 저자에 의해 수정되었지만, 그는 다리우스 3세와 함께 《이집트지》권3을 거의 확실하게 마무리되었다. 그는 또한 알렉산드로스 대왕의 다리우스 3세 생포와 처형에 대해서도 언급했으나, 이것은 작가의 오류였으며 최종판 사본에서는 그에 의해 제거되었다.
이 저작의 세 판본(사본)은 한 사람의 저자에 의한 것으로서, 이집트 제18왕조의 창시자의 이름에서 더욱 입증된다. 초판에서는 그의 이름이 묘하게도 테트모시스(Τέθμωσι)라고 잘못 불리고 있다. 제2판 사본에서 저자는 이것을 아모시스(Ἄμωσει)로 수정하였고 최종적으로 제3판 사본을 통해 이것을 아모스 (Ἄμ name)로 수정했는데, 이것은 고대 이집트어로 '아모세(Ahmose)'라는 이름의 그리스어 세 개 번역어 가운데 가장 정확한 것이다.
보다 정확한 구성 시점에 대해, 만약 기원전 28년을 초판본 사본의 검증 가능한 가장 이른 작성 시기로 본다면, 제2판 사본과 제3판 사본은 각각 기원전 18년과 기원전 8년에 만들어졌을 것이다. 이러한 연대 비정은 마네토의 저서가 언급한 '말하는 양의 예언' 이야기로 뒷받침될 수 있다. 로마 황제(임페라토르) 아우구스투스 시절에 편집된 데모틱 텍스트(Demotic text)에 따르면, 이집트 제24왕조의 파라오 보코리스(Bocchoris, 이집트어 바켄레네프Bakenranef, 725-720 BC) 시절에 사람의 말을 하는 어느 양이 나타나 이집트가 아시리아로부터의 침략 이후 겪게 될 990년간의 고난을 예언하였다는 이야기가 있는데, 이 이야기가 보다 오래 전부터 전승되어왔을 가능성도 있지만 300년이라는 기록의 차이에 주목해야 한다는 한계 또한 분명하며, 차라리 마네토의 《이집트지》의 구성과 일련의 수정은 로마 황제(임페라토르) 아우구스투스의 오랜 치세 동안 한 명의 저자에 의해 이루어졌다고 보는 것이 타당할 것이다. 멘데스의 프톨레마이오스(Ptolemy of Mendes)일 가능성이 높은 이 '한 명의 저자'는 확실히 자신이 3세기 전 사람으로 프톨레마이오스 2세 필라델포스의 요청으로 저작 활동을 했던 세베니투스의 마네토라는 대사제의 말을 그대로 재현하고 있다고 주장했다.

### 전승
이집트학 연구에 있어서 이집트 왕조사의 재구성을 위해 학자들이 마네토에게 크게 의존했다고는 하지만, 마네토의 역사 서술을 면밀하게 연구하는 데 있어 가장 큰 문제는, 우선 《이집트지》가 온전한 전질로써 보존되지 못하고 당대 사람들의 기록 속에 일부분 인용되는 형태로써만 전해졌다는 데에 있다. 그리고 인용자들이 자신들의 의도를 전달하거나 서술의 취지에 맞춰서 (문맥상 실제로는 관련이 없는 내용임에도 불구하고) 《이집트지》를 입맛대로 인용하면서 정작 본문의 내용이 전달하고자 했던 취지와는 다르게 변개되었거나, 이집트인과 유대인, 그리스인 사이에 각자의 역사에 대한 옹호와 서로에 대한 비방을 목적으로 하는 격렬한 논쟁을 자신들에게 유리한 방향으로 이끌고자 그들이 각자 제시하는 근거로 마네토 또는 《이집트지》의 이름을 끌어다 댔으리라는 것이다. 물론 실제로 이를 직접적으로 입증할 증거는 없다. 그러나 이 기간 동안 '가장 오래된 문명'에 대한 논쟁이 격렬했던 것은 사실이며, 그렇기에 마네토의 《이집트지》도 이러한 시기에 해당 논쟁의 근거로 써먹기 위해 여기저기에서 발췌하였을 것으로 추정할 수 있다.
언급한 바와 같이, 마네토의 저작을 증거 자료로써 인용한 가장 오래된 저작은 플라비우스 요세푸스의 유명한 《아피온 반박문》으로, 이집트의 역사가 프톨레마이오스 2세에게 마네토가 편찬을 의뢰받아 《이집트지》를 완성했다는 시점에서 거의 3세기나 지난 뒤의 것이다. 여기서 분명하게 알 수 있는 것은 요세푸스는 본서의 다른 사본들을 파악하고 이들을 대조해 살피는 과정을 거쳤으며, 이러한 몇 가지 차이점을 가진 사본들을 이용함으로써 마네토의 주장에 이의를 제기하는 논리를 구성하였다는 것이다. 예를 들어 본작의 초판은 제18왕조와 제19왕조를 두 개의 분리된 정권이 아니라 하나의 왕조로 다루었다. 《아피온 반박문》에서는 1.95–97에서 1.98까지는 어떠한 서술이 없는 왕들의 목록인데, 이 두 왕조의 왕력을 서로 단절되거나 구분되는 것으로 적지 않는다. 요세푸스는 마네토가 이 왕력에 가공의 인물인 파라오 아메노피스(Άμένωφις, Amen)를 끼워넣었다며 마네토를 비난했는데, 아메노피스는 람세스 2세(Ραμψής)의 66년 치세 직후에 등재되어 있지만 그의 치세 기간은 실려 있지 않으며, 이는 그가 다른 파라오들에 대해서도 행한 서술 방식이었다.
비록 이 인물이 에우세비우스가 사용한 마네토의 《이집트지》 사본에서 40년, 그리고 아프리카누스가 사용한 사본에서는 20년을 다스린 것으로 언급되었다는 제19왕조의 파라오 암메넵티스(Ammenephthis, 파라오 메르넵타)와 같은 인물이라고 간주할 수 있다 하더라도, 요세푸스는 당시 《이집트지》의 여러 사본들간의 모순점이 그 자신이 《아피온 반박문》에서 반박 대상으로 삼았던, 구약성경 속 탈출기(엑소더스)로 유명한 히브리 민족의 이집트 탈출담의 내막으로 지목되던 '나병' 운운한 역사 서술의 신빙성을 의심하게 한다는 논지를 가지고 있었던 것으로 보인다.

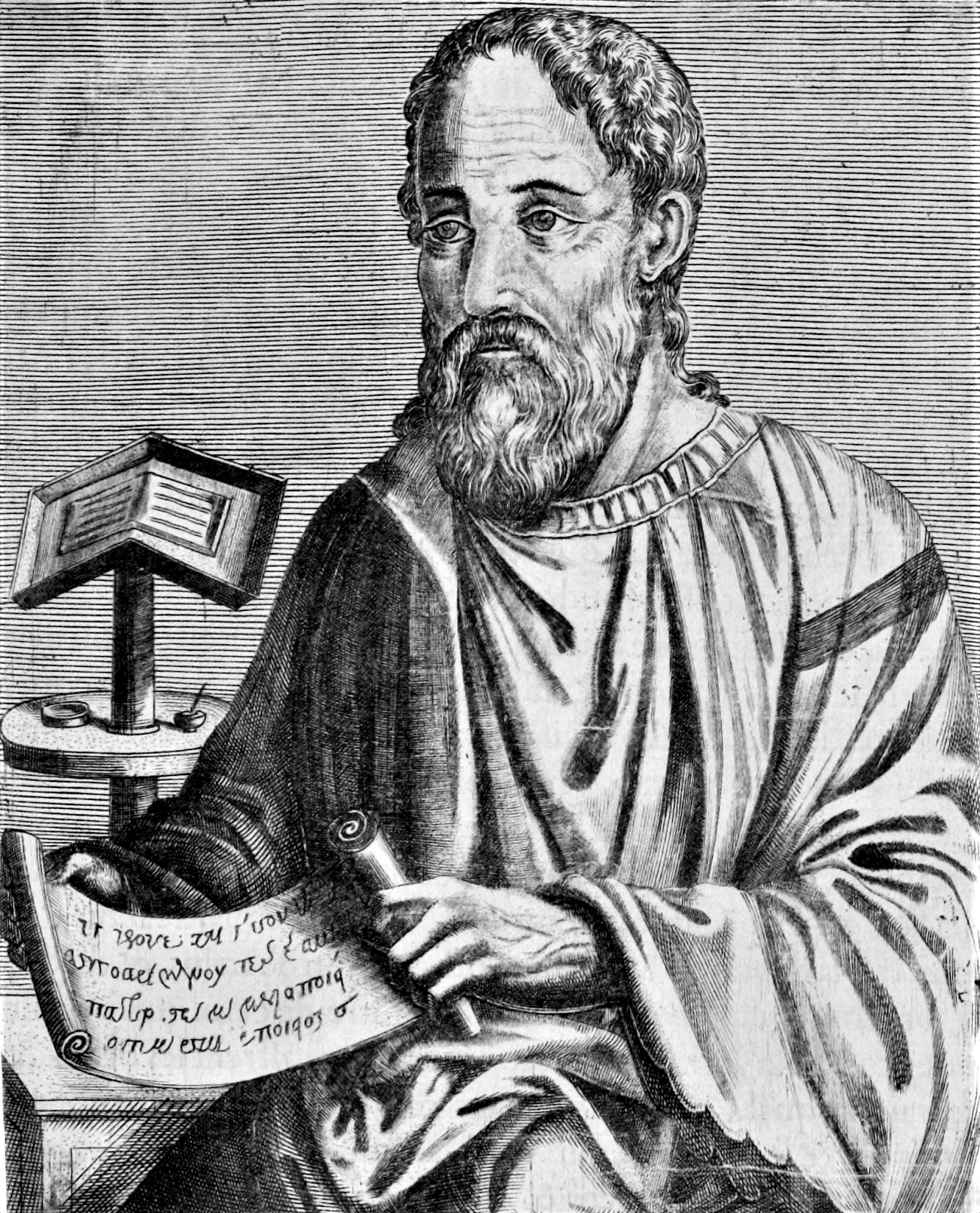
카이사레아의 에우세비우스. 마네토의 저작을 요약한 인물이기도 하다.

요세푸스의 저작 이후 마네토의 《이집트지》에 대한 축약이나 요약은 3세기에 섹스투스 율리우스 아프리카누스(Sextus Julius Africanus)에 의해 만들어졌다. 카이사레아의 에우세비우스도 나중에 자신의 요약본을 만들었는데, 두 사람 모두 서로 다른 사본을 원전으로 사용했다. 두 요약본 모두 '마네토니안' 왕조의 개요를 보존하였으며 몇 가지 세부 사항은 중요한 것으로 간주되었다. 첫 번째 왕조의 첫 번째 통치자인 메네스는 하마에게 잡혀 죽었다고 언급하는데, 저자의 원문을 얼마나 보존하였는지의 여부가 불분명하기 때문에 주의가 필요하다. 아프리카누스의 요약본은 대개 에우세비우스가 작성한 것보다 신뢰할 수 있는 것으로 여겨지지만, 모든 부분까지 그러한 것은 아니다. 에우세비우스의 요약본은 최종적으로 성 히에로니무스에 의해 라틴어와 아르메니아어로 번역되었고, 동로마 제국의 연대기 작가였던 고르기오스 신켈로스에 의해 보존되었다. 고르기오스 신켈로스는 에우세비우스와 아프리카누스 두 사람이 제작한 각각의 요약본의 유사성을 인식했고, 자신의 저술인 《연대기》(Ecloga Chronographica)와 함께 나란히 배치하였다. 이 마지막 네 권이 마네토의 역사 저술의 전형으로써 남게 되었다. 다른 중요한 단편으로는 요한 마라라스의 기술이 있다.